# Shinichi Shinohara
Shinichi Shinohara, född den 23 januari 1973 i Kobe, Japan, är en japansk judoutövare.
Han tog OS-silver i herrarnas tungvikt i samband med de olympiska judotävlingarna 2000 i Sydney.